# Dzwon (część hełmu)

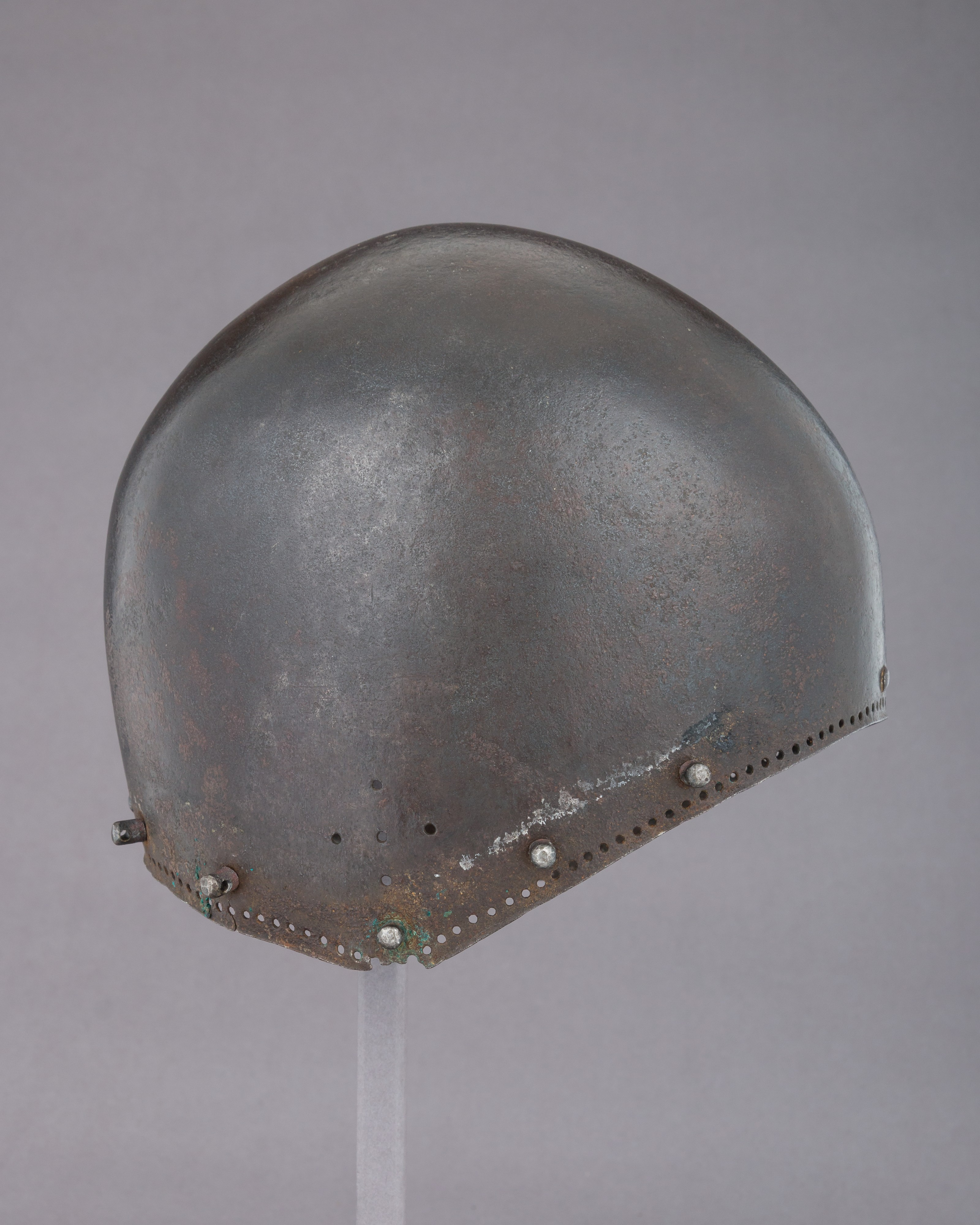
Dzwon hełmu typu łebka (bez elementów dodatkowych)

Dzwon – główna część hełmu chroniąca większą część głowy, stanowiąca podstawę do montażu dodatkowych elementów konstrukcyjnych (np. nakarczka, daszka, policzków itp.).